# Chiemi Chiba (volley-ball)
Ne doit pas être confondu avec Chiemi Chiba.
Pour les articles homonymes, voir Chiba (homonymie).
Chiemi Chiba (千葉 智枝美, Chiba Chiemi) est une ancienne joueuse de volley-ball japonaise née le 24 septembre 1987 à Adachi (Tokyo). Elle mesure 1,69 m et jouait au poste de réceptionneuse-attaquante.

## Clubs
| Club                     | De        | À         |
| ------------------------ | --------- | --------- |
| Kyoei High School        | 2003-2004 | 2005-2006 |
| Aoyama Gakuin University | 2006-2007 | 2009-2010 |
| JT Marvelous             | 2010-2011 | 2013-2014 |

## Palmarès
- V Première Ligue
  - Vainqueur : 2011.
- Tournoi de Kurowashiki
  - Vainqueur : 2011, 2012.